# 春木榮
春木 榮（はるき さかえ、1899年5月23日 - 2000年10月25日）は、昭和時代の研究者、経営者。島根県出身。京都帝国大学卒。富士フイルム株式会社社長を歴任。

## 来歴
- 1923年4月 大日本セルロイドに入社。写真乳剤の研究を行う。
- 1934年1月 富士写真フイルム株式会社創立に伴い転籍
- 1943年11月 富士フイルム社長就任
- 1962年2月 富士ゼロックス株式会社発起人
- 1969年11月 写真感光材料の工業化と特許管理の進歩を推進した功績で勲三等旭日中綬章を受章
- 2000年10月 死去[1]